# Syndroom van inadequate secretie van antidiuretisch hormoon
Het syndroom van inadequate secretie van antidiuretisch hormoon (SIADH) wordt veroorzaakt door een hyperfunctie van de hypofyse.

## Inleiding
Het bloed bestaat grofweg ingedeeld uit water en opgeloste stoffen en cellen. De hoeveelheid opgeloste stoffen bepalen de osmolaliteit van het bloed. De belangrijkste osmotisch actieve stof in het bloed is keukenzout (NaCl). Om goed te kunnen functioneren, moet het lichaam de osmolaliteit binnen nauwe grenzen houden. Indien de osmolaliteit te veel daalt ontstaat er te veel vocht in de weefsels (oedeem) indien de osmolaliteit te veel stijgt drogen de weefsels uit. Om de juiste osmolaliteit te handhaven, maakt het lichaam gebruik van antidiuretisch hormoon (ADH). Dit hormoon kan de uitscheiding van water in de urine blokkeren. Indien er een op ADH gelijkend hormoon geproduceerd wordt of een teveel aan ADH geproduceerd wordt, ontstaat SIADH. Indien er te weinig van dit hormoon geproduceerd wordt, ontstaat diabetes insipidus.

## Symptomen
Mensen die een te lage osmolaliteit van het bloed hebben raken versuft en kunnen uiteindelijk in een coma raken ten gevolge van hersenoedeem. Ook kunnen zij insulten krijgen.

## Oorzaken
ADH wordt door de hypothalamus gemaakt en door de achterkwab van de hypofyse afgescheiden. Een beschadiging van deze organen door een ongeluk, infectie of tumor kan het syndroom veroorzaken. Bij longkanker kan een ADH-achtige stof worden uitgescheiden. Sommige medicamenten zoals cytotoxische drugs (chemokuren), carbamazepine (anti-epilepticum), chloorthiazide (plaspil) en Imipramine (TriCyclisch Antidepressivum) kunnen SIADH veroorzaken. Verder kan het syndroom optreden bij hartfalen.

## Diagnostiek
De osmolaliteit van het bloed is verlaagd. Ook de concentratie van Na+ in het bloed is lager dan normaal. De osmolaliteit van de urine is juist hoog, want het hormoon voorkomt dat er water uitgescheiden wordt in de nieren.

## Behandeling
Normaal gesproken krijgen mensen met een lage Na+-concentratie in het bloed een infuus toegediend met NaCl-oplossing. Dit corrigeert dan geleidelijk de osmolaliteit van het bloed. Bij SIADH is dit de verkeerde behandeling. Aangezien de uitscheiding van water geblokkeerd is en de uitscheiding van NaCl niet, zal de hoeveelheid water in het lichaam alleen maar toenemen en de NaCl gewoon uitgescheiden worden, dit resulteert in een daling van de osmolaliteit. De behandeling bestaat uit allereerst zo mogelijk het wegnemen van de oorzaak, vervolgens wordt een vochtbeperking gegeven. Zodra er minder vocht wordt ingenomen dan nog wordt uitgescheiden corrigeert de osmolaliteit vanzelf. In ernstige situaties wordt een combinatie gegeven van een zeer sterke zoutoplossing met een diureticum. Dit leidt tot een snellere correctie van de osmolaliteit. Dit is een risicovolle behandeling aangezien een te snelle correctie van de osmolaliteit tot onherstelbare beschadiging van de hersenen kan leiden.